# リチャード・ジョンソン (俳優)
リチャード・キース・ジョンソン（Richard Keith Johnson、1927年7月30日 - 2015年6月5日）は、イングランドの俳優。

## 来歴
エセックス（現・ロンドン・ヘイヴァリング区）・アップミンスター出身。
王立演劇学校に学び、1944年にマンチェスターで初舞台に立つ。ジョン・ギールグッドの弟子となり、多くの舞台に立つ。1945年から1948年まで海軍に従軍した後、舞台に復帰。1950年代から映画・テレビドラマに出演を始める。1963年のホラー映画
『たたり』に出演して知られる。
私生活では4回結婚して、4回離婚している。2番目の妻はアメリカの女優キム・ノヴァク（1965年 - 1966年）。
2015年6月5日、87歳で死去。

## 主な出演作品
- 艦長ホレーショ Captain Horatio Hornblower R.N. (1951) クレジットなし
- 戦雲 Never So Few (1959)
- たたり The Haunting (1963)
- 女が愛情に渇くとき The Pumpkin Eater (1964)
- クロスボー作戦 Operation Crossbow (1965)
- モール・フランダースの愛の冒険 The Amorous Adventures of Moll Flanders (1965)
- カーツーム Khartoum (1966)
- キッスは殺しのサイン Deadlier Than the Male (1967)
- 残虐の掟 L'Avventuriero (1967)
- 謀略ルート Danger Route (1967)
- 砂漠の潜航艇 A Twist of Sand (1968)
- ザ・ストーリー・オブ・レディー・ハミルトン Le calde notti di Lady Hamilton (1968)
- 電撃!スパイ作戦 Some Girls Do (1969)
- ジュリアス・シーザー Julius Caesar (1970)
- 銃殺!ナチスの長い五日間 Gott mit uns (1970)
- アントニーとクレオパトラ Antony and Cleopatra (1972) 声のみ、クレジットなし
- デアボリカ Chi sei? (1973)
- アントニーとクレオパトラ Antony and Cleopatra (1974) テレビ映画
- ナイトチャイルド Il medaglione insanguinato (1976)
- 怒りの日 Hennessy (1975)
- スカイエース Aces High (1976)
- ザ・メッセージ The Message (1976) ナレーター
- ラストコンサート Take All of Me / Dedicato a una stella (1976)
- ドクター・モリスの島/フィッシュマン L'isola degli uomini pesce / Island of the Fishmen (1979)
- サンゲリア Zombie 2 (1979)
- パニック・アリゲーター/悪魔の棲む沼 Il fiume del grande caimano (1980)
- 私立探偵マグナム Magnum, P.I. (1981 - 1983) テレビドラマ
- シンベリン Cymbeline (1982) テレビ映画
- SF謎の地底人発見 What Waits Below (1985)
- 海に帰る日 Turtle Diary (1985)
- レディ・ジェーン/愛と運命のふたり Lady Jane (1986)
- わが命つきるとも A Man for All Seasons (1988)
- デビルズ・パイレーツ Treasure Island (1990) テレビ映画
- スパイメーカー Spymaker: The Secret Life of Ian Fleming (1990) テレビ映画
- ダイビング・イン/栄光へのラストチャンス Diving In (1990)
- バーナビー警部 Midsomer Murders (1999 - 2007) テレビドラマ
- トゥームレイダー Lara Croft: Tomb Raider (2001)
- タロットカード殺人事件 Scoop (2006)
- ウェイキング・ザ・デッド 迷宮事件捜査班 Waking The Dead (2007) テレビドラマ
- 縞模様のパジャマの少年 The Boy in the Striped Pyjamas (2008)
- MI-5 英国機密諜報部 Spooks (2008) テレビドラマ
- 法医学捜査班 silent witness Silent Witness (2013) テレビドラマ
- 奇蹟がくれた数式 The Man Who Knew Infinity (2015)